# Área metropolitana de Mérida (España)
El Área metropolitana de Mérida es una pequeña aglomeración urbana española situada en la Comunidad Autónoma de Extremadura.
Su centro es la ciudad de Mérida, que unida a varias localidades de su entorno inmediato (menos de 15 km), han creado una aglomeración de relevancia en toda la región con una población de más de 84.000 habitantes, formando un centro de servicios, industrial y agrícola con gran influencia a nivel regional.

## Población
La población del Área metropolitana de Mérida[cita requerida] ha experimentado un continuado e importante crecimiento durante los últimos años. Actualmente su población es de 84.154 habitantes (INE 2019), siendo considerada la tercera aglomeración urbana de Extremadura después de Badajoz y Cáceres. Asimismo, cuenta con un área de influencia superior a los 200.000 habitantes.
| Nombre               | Población |
| -------------------- | --------- |
| Alange               | 1.848     |
| Aljucén              | 264       |
| Arroyo de San Serván | 4.107     |
| Calamonte            | 6.162     |
| Don Álvaro           | 788       |
| Esparragalejo        | 1.462     |
| El Carrascalejo      | 83        |
| La Garrovilla        | 2.346     |
| Mérida               | 59.335    |
| Mirandilla           | 1.267     |
| San Pedro de Mérida  | 843       |
| Torremayor           | 957       |
| Torremejía           | 2.250     |
| Trujillanos          | 1.387     |
| Valverde de Mérida   | 1.055     |
| TOTAL HABITANTES     | 84.154    |

## Economía
El sector terciario y el sector primario es el predominante en las economías de las localidades de la aglomeración urbana. La conurbación se erige como centro comercial de las comarcas de Tierra de Barros, Tierra de Mérida - Vegas Bajas y localidades del oeste de Vegas Altas y del sur de la provincia de Cáceres. La industria y la logística están aumentando su peso dentro de la economía de la zona, debido a su posición geoestratégica.
- Datos: Q6174000